# Азамат-Юрт
Азамат-Юрт (чечен. Азамат-Йурт) — село в Гудермесском районе Чеченской Республики. Административный центр Азамат-Юртовского сельского поселения.

## География
Село расположено на правом берегу реки Терек, в 19 км к северо-востоку от районного центра — Гудермес и в 58 км к северо-востоку от города Грозный.
Ближайшие населённые пункты: на севере — Парабоч, на северо-востоке — Харьковское и Первомайское, на юго-западе — Комсомольское, на юго-востоке — Кади-Юрт, Энгель-Юрт и Советское и на западе — Хангиш-Юрт.

## История
Село основано в 1859 году.
Название села состоит из двух слов: Азамат — имя основателя селения и юрт — село.

## Население
| 1990  | 2002  | 2010  | 2012  | 2013  | 2014  | 2015  |
| ----- | ----- | ----- | ----- | ----- | ----- | ----- |
| 923   | ↗1226 | ↗1500 | ↗1600 | ↗1733 | ↗1840 | ↗1869 |
| 2016  | 2017  | 2018  | 2019  | 2020  | 2021  | 2023  |
| ↗1881 | ↗1908 | ↗1925 | ↗1941 | ↗1962 | ↘1626 | ↗1635 |
| 2024  |       |       |       |       |       |       |
| ↗1689 |       |       |       |       |       |       |

Национальный состав
По данным Всероссийской переписи населения 2010 года:
| № | Национальность | Численность, чел. | Доля    |
| - | -------------- | ----------------- | ------- |
| 1 | чеченцы        | 1690              | 99,73 % |
| 2 | другие         | 4                 | 0,27 %  |

## Тайпы
В настоящее время в селе проживают представители чеченских тайпов:
- Шуоной,
- Айткхаллой,
- Ширдой,
- Цонтарой
- Харачой и др[5].

## Образование
- Азамат-Юртовская муниципальная средняя общеобразовательная школа[21].

## Улицы
Улицы села:
| - А. Кадырова, - Дадаюртовский, - Дениева, | - Дуруева, - Мамакаева, - Одуева, | - Чеченского, - Э. Ильясова, - Эсбулатова. |